# Maarten Stekelenburg (trainer)
Maarten Jan-Willem Stekelenburg (Amsterdam, 13 december 1972) is een Nederlandse voetbaltrainer.

## Biografie

### Jeugd
Stekelenburg werd op 13 december 1972 geboren in Amsterdam. Hij is een zoon van Jan Stekelenburg, presentator en later eindredacteur bij Studio Sport. Hij begon met voetballen bij SV Argon en stapte later over naar SV Huizen. Hij studeerde aan het CIOS en vervolgens sporteconomie. Bij zijn laatste voetbalploeg AFC werd hij uiteindelijk jeugdcoördinator.

### AFC Ajax
In 1999 kwam Stekelenburg, via Jack van Gelder, in contact met Hans Westerhof, die toentertijd hoofd jeugdopleidingen was bij AFC Ajax. Deze bood hem een stageplaats aan bij de D2-junioren en na een half jaar werd hem een contract als jeugdtrainer aangeboden. Stekelenburg was bij Ajax verantwoordelijk voor diverse jeugdelftallen, maar was ook actief als trainer van het tweede elftal en groeide uiteindelijk in de organisatie door tot coördinator van de bovenbouw. In 2005 was hij tijdelijk hoofd opleidingen, toen Danny Blind hoofdtrainer werd van Ajax. Vanaf 2007 was hij verantwoordelijk voor de B2-junioren.

### Ajax Cape Town
Stekelenburg werd eind 2008 door Ajax gevraagd om hoofd jeugdopleidingen te worden bij satellietclub Ajax Cape Town, waar Foppe de Haan hoofdtrainer was geworden. Hij tekende een contract voor 2,5 jaar met het vooruitzicht om daarna terug te keren bij Ajax Amsterdam. Hij begon in Kaapstad op 1 januari 2009. In juni 2011 nam De Haan afscheid bij Ajax Cape Town en werd Stekelenburg aangesteld als hoofdtrainer. In zijn eerste seizoen presteerde de club niet goed en eindigde ze op een teleurstellende 9e plaats. Op 2 oktober 2012 werd hij ontslagen in verband met de slechte prestaties.

### Amsterdamse Football Club
Na zijn ontslag bij Ajax Cape Town tekende Stekelenburg in februari 2013 bij AFC, dat uitkwam in de topklasse zondag. Hoewel het aanvankelijk de bedoeling was dat hoofdtrainer Cor ten Bosch het seizoen zou afmaken, nam Stekelenburg de laatste zes duels van het lopende seizoen al voor zijn rekening. Hij wist in deze wedstrijden de club, die er slecht voorstond, te behoeden voor degradatie. Aan het einde van het seizoen vertrok hij bij AFC.

### Bondscoach Nederlands elftal onder 17
Vanaf mei 2013 volgde Stekelenburg de cursus Coach Betaald Voetbal. Zijn stage liep hij bij het eerste elftal van Ajax onder coach Frank de Boer. Daarbij trad hij als coach van het Nederlands voetbalelftal onder 17 in dienst van de KNVB. In januari 2014 kreeg hij Mark van Bommel toegewezen als assistent-bondscoach. Op 16 mei 2014 behaalde hij het diploma Coach Betaald Voetbal.
In mei 2014 loodsten Stekelenburg en Van Bommel het Nederlands elftal onder 17 op het Europees kampioenschap naar de finale, waarin, na strafschoppen, verloren werd van Engeland.

### Almere City FC
In juni 2015 stelde Almere City FC Stekelenburg aan als opvolger van Fred Grim. Hij tekende in Almere een contract tot de zomer van 2016 met een optie voor een tweede seizoen. Stekelenburg verklaarde bij zijn aanstelling: "Ik heb verschillende gesprekken gevoerd met de mensen binnen de club en heb daar een goed gevoel aan overgehouden. Ik ga werken met een jonge, frisse spelersgroep en er staat een goede organisatie". Het lukte hem echter niet het team goed op de rails te krijgen. Op 1 december 2015 werd hij ontslagen wegens tegenvallende resultaten. De club stond op dat moment laatste in de Jupiler League met 10 punten uit 15 wedstrijden.

### KNVB
In augustus 2016 trad Stekelenburg opnieuw in dienst van de KNVB. Hij werd aangesteld als bondscoach van het Nederlands voetbalelftal onder 19 en kreeg Robert Wijnands als assistent naast hem. In december 2019 werd hij als assistent onder trainer Ronald Koeman toegevoegd aan de technische staf van het Nederlands voetbalelftal. Onder diens opvolgers Frank de Boer was Stekelenburg in 2021 assistent op het Europees kampioenschap voetbal 2020.

### AZ
Vanaf juli 2025 is Stekelenburg assistent-trainer en transitiecoach bij AZ Alkmaar.

## Privéleven
Maarten Stekelenburg is de zoon van Jan Stekelenburg en de broer van Jeroen Stekelenburg, die beiden verslaggever zijn bij Studio Sport, en halfbroer van Milan van Dongen van ESPN. Hij is geen familie van zijn naamgenoot en doelverdediger Maarten Stekelenburg.